# Benno Arnold (Industrieller)
Benno Arnold (* 21. November 1876 in Augsburg; † 3. März 1944 im  Ghetto Theresienstadt) war ein deutscher Unternehmer der Textilindustrie in Augsburg, der Opfer des Holocaust wurde.

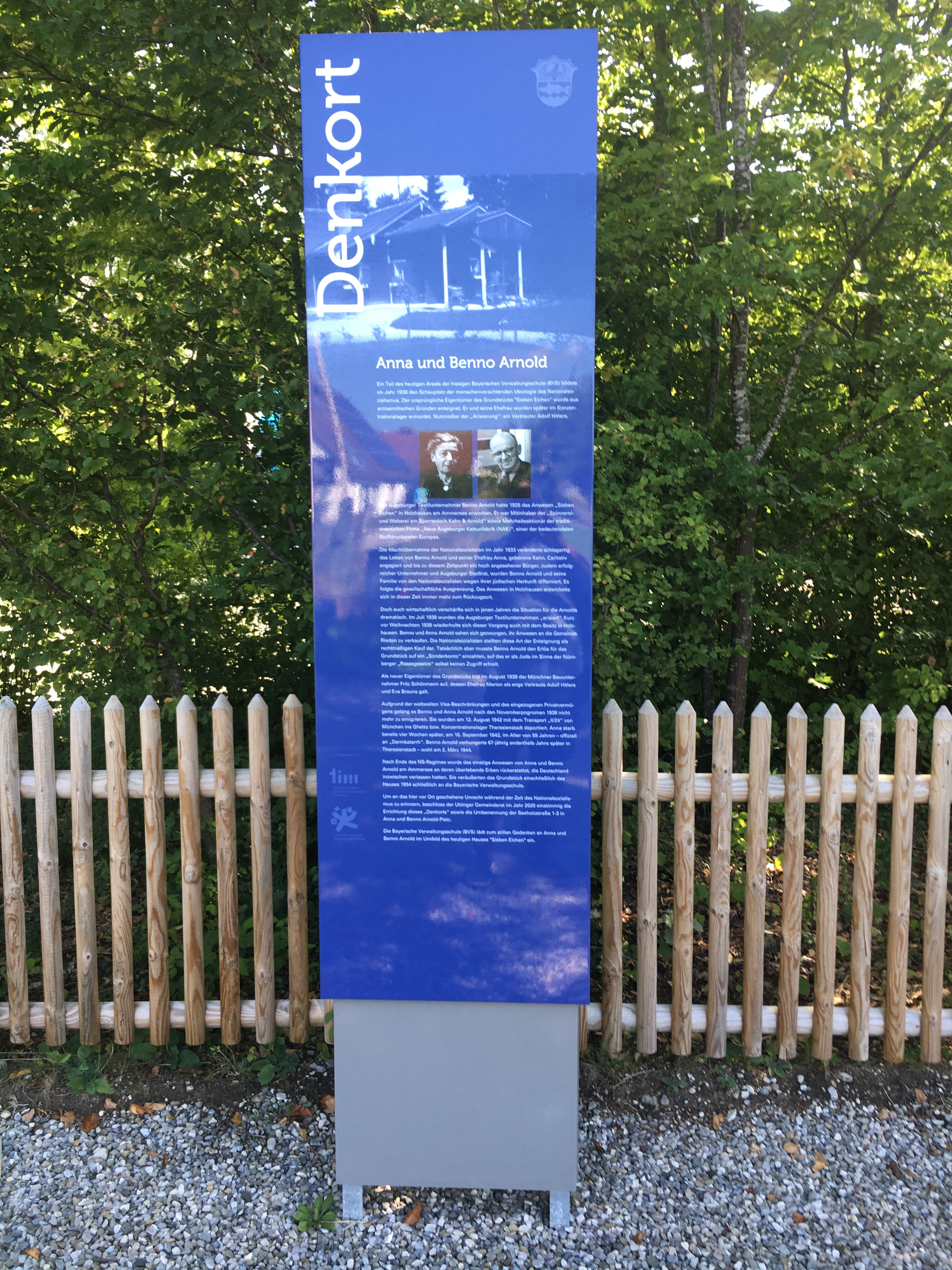
Informationstafel zu Anna und Benno Arnold in Holzhausen

## Leben
Benno Arnold war ein Sohn des großbürgerlichen Augsburger Textil-Unternehmers Kommerzienrat Albert Arnold (1844–1913), der aus Jebenhausen stammte, und dessen Frau Hermine Arnold geb. Vogel (1853–1919), Trägerin des König Ludwig-Kreuzes. Arnold wurde in der Weimarer Republik Mitglied der Deutschen Demokratischen Partei und war für sie ab 1920 Abgeordneter im Augsburger Stadtrat. Er wurde Mitinhaber der väterlichen Baumwollspinnerei und -weberei (Spinnerei und Weberei am Sparrenlech Kahn & Arnold), die im Jahr 1933 trotz der Weltwirtschaftskrise 940 Beschäftigte hatte. Von den Gründern Albert Arnold (1844–1913) und Aaron Kahn (1841–1926) war die Fabrik auf Benno und Arthur Arnold (1880–1941) sowie Alfred Kahn (1876–1956) und Berthold Kahn (* 1879) übergegangen, die sie zum Zeitpunkt der Machtübergabe an die Nationalsozialisten leiteten.
Das Unternehmen wurde 1938 „arisiert“, 1940 erfolgte der Übergang an die Neue Augsburger Kattunfabrik (NAK). Die Familien Kahn und Arnold erhielten nichts für die Fabrik. Nach dem Ende des Zweiten Weltkriegs kam eine fragwürdige Entschädigung zustande.
Die mit ihm verschwägerten Brüder Kahn konnten mit ihrer Familie nach London bzw. Mumbai emigrieren. Benno Arnold war stellvertretender Leiter der israelitischen Kultusgemeinde und Vorstand des jüdischen Altersheims. 1941 musste er den Vorstand der Augsburger jüdischen Gemeinde übernehmen und bei den Wohnungsräumungen und Deportationen organisatorisch mitwirken. Der Bruder Arthur Arnold wurde am 25. September 1941 ins Konzentrationslager Dachau deportiert und dort am 23. November 1941 ermordet. Die Schwester Luise Ellinger wurde am 12. August 1942 nach Theresienstadt deportiert. Schließlich wurde auch er am 30. August 1942 zusammen mit seiner Frau Anna geb. Kahn (1882–1942) ins Ghetto Theresienstadt deportiert, wo Anna schon nach wenigen Wochen im September 1942 starb und Benno Arnold im März 1944.
Im Jahr 1928 hatte Benno Arnold das großzügige Anwesen „Sieben Eichen“ in Holzhausen am Ammersee erworben. Dieses diente ihm und seiner Frau Anna während der Zeit des Nationalsozialismus immer mehr als Rückzugsort. Ende 1938 musste er den stattlichen Besitz zu einem Spottpreis an die Gemeinde verkaufen. Neue Eigentümer wurden der Münchener Bauunternehmer Fritz Schönmann und dessen Frau Marion. Das Ehepaar gehörte zu den engen Vertrauten von Adolf Hitler und Eva Braun. Nach dem Zusammenbruch ging das Anwesen an die überlebenden Erben Arnold zurück. Am 27. Januar 2022, dem Holocaust-Gedenktag, wurde auf Antrag der Stiftung Jüdisches Museum Augsburg Schwaben in Holzhausen am Ammersee der Straßenabschnitt Seehholzstraße 1–3 in Anna-und-Benno-Arnold-Platz unbenannt.

## Foto
- Foto von Benno Arnold bei Yad Vashem Photo Archive

## Gedenken
Im Staatlichen Textil- und Industriemuseum in Augsburg wird die Deportation Arnolds erwähnt.